# 零价配位化合物
零价配位化合物指由零价的过渡金属原子和不带电的配位体形成的中性不带电荷的配位化合物。
例如，Ni(CO)4四羰基镍是个中性不带电荷的配位化合物，其中过渡金属原子Ni在形式上是零价的。